# Les Triplés
Les Triplés est une bande dessinée humoristique créée par Nicole Lambert en 1983, mettant en scène trois jeunes triplés.

## Historique
La série est créée en 1983 par Nicole Lambert, dans Madame Figaro.

## Principaux personnages
Les trois jeunes héros sont des triplés, deux garçons et une fille, aux cheveux blonds, d'environ quatre ans. Turbulents et curieux, espiègles, ils sont plutôt « Bon chic bon genre », évoluant dans un milieu bourgeois proche des lecteurs du Figaro madame. La bande dessinée est aussi publiée dans le magazine La Semaine et dans le magazine 7 jours, au Québec. 

## Personnages secondaires
Les personnages secondaires présents dans la série sont la mère, élégante, grande et blonde, souvent très occupée ; le grand-père. Un chien, Toto, apparaît plus tard.

## Albums

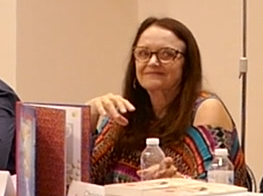
Nicole Lambert, créatrice des Triplés.

Les albums paraissent à partir de 1985, édités par Hachette. En 1991, leur tirage total est de plus d'un million d'exemplaires vendus dans les divers pays. Nicole Lambert les édite elle-même à partir de 1998.

### Grands albums à dos toilé
1. Les Triplés, 1985.
2. Les Triplés dans la maison, 1987.
3. Les Triplés aident leur mère, 1988.
4. Les Triplés imaginent...
5. Les Triplés font la fête.
6. L'ABC des farces.
7. Les Triplés et Toto, 1998.
8. Les Triplés sur des roulettes, 2002.
9. À quoi on joue ?, 2003.
10. Hyper anniversaire.
11. T'as vu maman ?!!
12. Les Triplés à Paris.
13. Les Triplés portent bonheur.
14. Les Triplés champions de bêtises.
15. Le cirque des triplés. (2013)

### Nouvelle collection
- 123... Triplés !
- Les Triplés à la montagne
- Les Triplés à la plage
- Les Triplés à l'école
- Les Triplés à Paris
- Les Triplés au mariage
- Les Triplés exagèrent
- Les Triplés fêtent Noël

Elle a publié aussi une série en format réduit, les « Minitriplés » :
1. Les triplés et le monde moderne, éditions Nicole Lambert (1998)
2. Les triplés et le mariage, éditions Nicole Lambert (1999)
3. Les triplés à l'école, éditions Nicole Lambert (2000)
4. Les Triplés et les bêtises
5. Les Triplés et leur super grand-père
6. Les Triplés dans le jardin
7. Frères et Sœurs
8. Les Triplés et les bonbons
9. Les Triplés et leur maman chérie
10. Les Triplés à la mer

## Adaptations télévisuelles
La bande dessinée est adaptée en série animée sous le même nom en 1986, avec 200 épisodes produits par Canal+,.
Elle a également été adaptée en dessin animé 3D par Media Valley, et diffusée à partir du 18 octobre 2014 sur France 5 dans l’émission Zouzous. 

### Voix françaises

#### 1986
- Brigitte Lecordier

#### 2014
- Claire Baradat
- Salomé Coré
- Karine Foviau
- Martial Le Minoux
- Garance Pauwels
- Oscar Pauwels
- Magali Rosenzweig